# Viggo Helsted
Viggo Ludvig Helsted (15. september 1861 i København – 11. november 1926 i Helsingør) var en dansk marinemaler. Han var søn af komponisten Carl Helsted og bror til komponisten og organisten Gustav Helsted. 
Viggo Helsted uddannede sig på Kunstakademiet i årene fra 1879-1883. I Weilbachs kunstnerleksikon hævdes det, at en af hans lærere var hans fjerne slægtning Frederik Ferdinand Helsted. Det er dog lidet sandsynligt, for han døde i 1875. 
Viggo Helsteds produktion består mest af naturalistiske marinebilleder, som gjorde ham til en yndet maler inden for sin genre. Efter hustruens død i 1936 blev der i 1938 oprettet et legat i deres navn, "Marinemaler Viggo Helsted og Hustru Anna, født Knudsens Mindelegat", der årligt uddeles til kunstnere, der har udstillet på Charlottenborgs Forårsudstilling.